# Saturnino Calderón Collantes
Saturnino Calderón Collantes (Reinosa, 26 de febrer de 1799 – París, 7 d'octubre de 1864) va ser un aristòcrata i polític espanyol. Va ser Ministre de la Governació, Ministre de Comerç, Instrucció i Obres Públiques, Ministre d'Estat i President interí del Consell de Ministres.

## Biografia
Va ser el fill gran de Manuel Santiago Calderón y Rodríguez-Fontecha, senador per Santander i la seva esposa Saturnina Collantes y Fonegra. El seu germà menor Fernando Calderón Collantes, Marquès de Reinosa, també va ser un important polític de l'època.
Després de la mort de Ferran VII el 1834 va ser diputat per Ourense, escó que ocupà fins a 1846. Nomenat senador en 1838, serà ministre de la Governació de la Península durant les regències de Maria Cristina de Borbó-Dues Sicílies i d'Espartero. En 1850 serà ministre de Foment al govern Narváez, i en 1858 ministre d'Estat, amb el govern O'Donnell. Entre novembre de 1859 i abril de 1860 fou President interí del Consell de Ministres d'Espanya durant la guerra d'Àfrica.
En 1861 va signar el Tractat Comercial entre Marroc i Espanya. Les discussions suscitades a conseqüència de la seva defensa de la conducta del general Prim en l'expedició a Mèxic provocaren la seva dimissió en 1863. Es traslladà a França a l'any següent on morí poc després, allunyat de la política espanyola.